# One for the Road (album de Devin the Dude)
Pour les articles homonymes, voir One for the Road.
Albums de Devin the Dude
Gotta Be Me
(2010) Acoustic Levitation
(2017)
Singles
1. Probably Should Have
Sortie : 12 septembre 2013

One for the Road est le huitième album studio de Devin the Dude, sorti le 15 octobre 2013.
L'album s'est classé 21e Top Rap Albums et 36e au Top R&B/Hip-Hop Albums.

## Liste des titres
| No  | Titre                                                                                         | Auteur | Contient un (des) sample(s) de | Durée |
| --- | --------------------------------------------------------------------------------------------- | --- | ------------------------------ | ----- |
| 1.  | I'm Just Gettin' Blowed (Produit par Tha Bizness)                                             | Devin Copeland, Christopher Whitacre, Justin Henderson                                                                                   |                                | 4:25  |
| 2.  | Fresh Air (featuring Rum et DNA – Produit par Jose Ignacio Gorbea)                            | Gary Brown, Copeland, Jose Gorbea, Rodney Spencer                                                                                        |                                | 4:01  |
| 3.  | Livin' This Life (featuring Angela Williams – Produit par Chuck Heat)                         | Copeland, Charles Henderson, Angela Camille Williams                                                                                     |                                | 4:18  |
| 4.  | Stop Waitin' (Produit par DJ Domo)                                                            | William Beck, Leroy Bonner, Copeland, Marshall Jones, Ralph Middlebrooks, Marvin Pierce. Michael Poye, Clarence Satchell, James Williams |                                | 4:12  |
| 5.  | Reach for It (featuring Snap – Produit par C-Ray)                                             | Copeland, Charles Fields, Corey Sullivan                                                                                                 |                                | 3:58  |
| 6.  | Probably Should Have (Produit par Thomas Knudsen)                                             | Copeland, Thomas Knudsen |                                | 3:58  |
| 7.  | Your Favorite Radio Station / Skit 1 (Produit par Rob Quest et DJ Styles)                     | Copeland |                                | 3:01  |
| 8.  | Hear the Sound (Produit par Rob Quest et DJ Styles)                                           | Copeland, Robert McQueen III, Rob Quest                                                                                                  |                                | 4:52  |
| 9.  | Rearview (featuring Shun Ward et Kiddrick James – Produit par TrakkSounds)                    | Garrett Brown, Copeland, Christopher Deshun, Christian Davis, Stephan Townsend                                                           |                                | 3:16  |
| 10. | One for the Road (Produit par Knock City)                                                     | Copeland, Albert Antonio Dickson, Paul Tisdale                                                                                           |                                | 3:29  |
| 11. | I Hope We Don't Get Too Drunk (featuring Rob Quest et Jugg Mugg – Produit par Devin the Dude) | Copeland, Dexter Johnson, Rob McQueen | My Melody d'Eric B. & Rakim    | 4:49  |
| 12. | Your Favorite Radio Station / Skit 2                                                          | Copeland |                                | 1:28  |
| 13. | Please Don't Smoke No Cheese (Produit par Reggie Coby)                                        | Copeland, Reggie Coby |                                | 3:04  |
| 14. | Herb the Nation (Produit par Devin the Dude)                                                  | Copeland, Vincent John Martin, Alison Moyet                                                                                              |                                | 4:10  |
| 15. | Your Favorite Radio Station / Skit 3                                                          | Copeland |                                | 1:44  |